# Mory (Pas-de-Calais)
Mory ist eine Gemeinde im französischen Département Pas-de-Calais in der Region Hauts-de-France. Sie gehört zum Kanton Bapaume im Arrondissement Arras. Sie grenzt im Nordwesten an Ervillers, im Norden an Saint-Léger, im Nordosten an Écoust-Saint-Mein, im Osten an Vaulx-Vraucourt, im Südosten an Beugnâtre, im Süden an Favreuil und Sapignies und im Südwesten an Béhagnies. 

## Bevölkerungsentwicklung
| Jahr      | 1962 | 1968 | 1975 | 1982 | 1990 | 1999 | 2007 | 2013 |
| --------- | ---- | ---- | ---- | ---- | ---- | ---- | ---- | ---- |
| Einwohner | 339  | 353  | 315  | 314  | 319  | 339  | 342  | 331  |